# Pedemontana Piemontese
La Pedemontana Piemontese è una strada extraurbana principale italiana approvata dal CIPESS, il cui tracciato collegherà Biella all'autostrada A26, all'altezza del comune di Ghemme.
Concepita originariamente come autostrada Santhià (A4)-Biella-Ghemme (A26), nel progetto definitivo del 2018 la strada è stata declassata a extraurbana principale e il tracciato limitato al solo tratto Ghemme (A26)-Masserano, dove proseguirà senza soluzione di continuità sull'esistente strada statale 758 gestita dall'ANAS.

## Il contesto
Il sistema stradale interesserà la viabilità delle province di Biella, Novara, Vercelli e, indirettamente, del Verbano-Cusio-Ossola. Il territorio biellese sarà collegato col sistema autostradale dell'A4 Torino-Milano e dell'A26 Genova Voltri-Gravellona Toce.

## Costi
Il progetto prevede una spesa totale di 654 milioni di euro, per un totale di 40,5 km di autostrada. Il contributo pubblico inizialmente previsto per l'opera ammontava a 200 milioni di euro (metà della Regione Piemonte e metà statali). Il consorzio promotore avrebbe tuttavia richiesto al CIPE un finanziamento pubblico superiore al 50%: un'analisi aggiornata sui flussi di traffico avrebbe infatti evidenziato l'insostenibilità economica dell'opera. Per questo motivo, la Regione Piemonte e ANAS hanno convenuto sulla necessità di proseguire il progetto in modalità ridotta, realizzando prioritariamente soltanto il collegamento tra Biella e l'A26 presso Ghemme, per un costo di 205 milioni di euro.

## Storia
Già prevista nella legge 443/01 (Legge Obiettivo), il 17 dicembre 2009 Concessioni Autostradali Piemontesi ha approvato l'aggiudicazione provvisoria al promotore finanziario.
Il 30 marzo 2010 è stata attivata la procedura finalizzata all'approvazione del progetto preliminare da parte del CIPE.
Il 16 dicembre 2011 la Commissione Tecnica di VIA del Ministero dell'Ambiente ha espresso parere positivo riguardo alla compatibilità ambientale del progetto.
Nel corso del 2012 sono stati assegnati tutti i fondi relativi alla quota di contributo pubblico.
La Struttura Tecnica di Missione ha completato l'istruttoria che è stata trasmessa al CIPE per le decisioni di competenza.
Il progetto originario prevedeva la connessione tra lo svincolo A4 di Santhià e il casello A26 di Ghemme, per un totale di circa 40 km: con l'arrivo della crisi economica, nel 2013 la concessionaria, il RTI guidato da SATAP, ha ritenuto questo investimento economicamente non sostenibile. L'aggiudicazione provvisoria di cui sopra, nel 2013, non è stata resa definitiva: pertanto CAP e il RTI Satap hanno concordato una proposta transattiva per liberarsi reciprocamente di oneri e obblighi, previo riconoscimento al concessionario da parte di CAP di una somma di 1.45 milioni di euro.
Conseguentemente, è rimasto in discussione solamente il tracciato tra Masserano e Ghemme, per un totale di 205 milioni di euro, di cui 80 finanziati dallo Stato (Legge 228/12 per il tronco Gattinara - Ghemme, in attesa di approvazione Cipe) e 125 da Regione Piemonte (Fondi Fas 2014 - 2020 per il tronco Masserano - Gattinara), la quale, tuttavia, a causa dell'alluvione del 2014, ha dovuto ritirare lo stanziamento. I 125 milioni sono stati successivamente recuperati dal Fondo Sviluppo e Coesione 2014-2020.
Nel maggio 2016 Regione Piemonte ha affidato ad Anas l'incarico per la progettazione e la realizzazione del collegamento: il progetto è  successivamente passato al vaglio del Consiglio Superiore del Lavori Pubblici. Il CIPE ha approvato il progetto nel dicembre 2021, e nell'agosto 2023 i lavori sono stati affidati al consorzio AGAMIUM, composto da Webuild e Cossi Costruzioni, con termine lavori previsto nel 2028.

## Il tracciato
L'intero sistema, se realizzato interamente, avrebbe una lunghezza totale di 40,5 km. Il tracciato avrebbe origine dall'interconnessione con la A4 Torino-Milano presso Santhià, sviluppandosi in direzione nord verso Biella, dove, piegando verso est, sfrutterebbe un tratto della ex SP 142 ora SS 758 (per il quale è previsto l'adeguamento in sede) e infine proseguirebbe sempre verso est, connettendosi all'Autostrada A26 Genova Voltri-Gravellona Toce allo svincolo di Ghemme.
Il collegamento è stato suddiviso in tre lotti funzionali:
1. A4 - Biella (Km 0+000 - 20+500). Si sviluppa da sud, dalla connessione con la A4 Torino-Milano nel comune di Santhià, verso nord nei pressi del comune di Biella sulla SP142;
2. Biella - Masserano (adeguamento in sede SS 758) (Km 20+500 - 26+700). Piega verso est dalla SS758, nei pressi del comune di Biella fino al comune di Masserano;
3. Masserano – A26 (Km 26+700 - 40+500). Si sviluppa dal comune di Masserano fino al collegamento con l'autostrada A26 nel comune di Ghemme.

Tabella tracciato previsto:
| Autostrada Pedemontana Piemontese |                            |      |      |           |
| Tipo                              | Indicazione                | ↓km↓ | ↑km↑ | Provincia |
|                                   | Torino - Milano            | 0,0  | 40,5 | VC        |
|                                   | Area servizio "Vigellio"   | 8,3  | 32,2 | BI        |
|                                   | Verrone                    | 12,6 | 27,9 | BI        |
|                                   | Biella                     | 19,6 | 20,9 | BI        |
|                                   | Cossato                    | 21   | 19.5 | BI        |
|                                   | Masserano                  | 26,7 | 13,8 | BI        |
|                                   | Rovasenda                  | 31,5 | 9    | BI        |
|                                   | Area servizio "Marchiazza" | 33,5 | 7    | BI        |
|                                   | Gattinara                  | 38,4 | 2,1  | VC        |
|                                   | Autostrada dei Trafori     | 40,5 | 0,0  | NO        |

## Critiche e perplessità
Nonostante l'Intesa Generale Quadro, sottoscritta nel 2003 tra il Ministero delle Infrastrutture e dei Trasporti e la Regione Piemonte, abbia definito la Pedemontana Piemontese un'opera di "preminente interesse strategico" sia di carattere nazionale che regionale, numerose sono le critiche emerse in merito alla possibile realizzazione dell'autostrada. Il Movimento 5 Stelle ha infatti denunciato il presunto basso volume di traffico dell'area, che non giustificherebbe la spesa pubblica di 200 milioni di euro. Accanto a ciò, risulterebbe deleterio l'utilizzo dei terreni agricoli per la creazione di un'opera ritenuta inutile.